# Paraxiopsis defensus
Paraxiopsis defensus är en kräftdjursart som först beskrevs av Rathbun 1901.  Paraxiopsis defensus ingår i släktet Paraxiopsis och familjen Axiidae. Inga underarter finns listade i Catalogue of Life.